# Tysklands Grand Prix 1991
Tysklands Grand Prix 1991 var det nionde av 16 lopp ingående i formel 1-VM 1991.

## Resultat
1. Nigel Mansell, Williams-Renault, 10 poäng
2. Riccardo Patrese, Williams-Renault, 6
3. Jean Alesi, Ferrari, 4
4. Gerhard Berger, McLaren-Honda, 3
5. Andrea de Cesaris, Jordan-Ford, 2
6. Bertrand Gachot, Jordan-Ford, 1
7. Ayrton Senna, McLaren-Honda (varv 44, bränslebrist)
8. Roberto Moreno, Benetton-Ford
9. Thierry Boutsen, Ligier-Lamborghini
10. Emanuele Pirro, BMS Scuderia Italia (Dallara-Judd)
11. Martin Brundle, Brabham-Yamaha
12. Mark Blundell, Brabham-Yamaha
13. Stefano Modena, Tyrrell-Honda

### Förare som bröt loppet
- Alain Prost, Ferrari (varv 37, snurrade av)
- Ivan Capelli, Leyton House-Ilmor (36, motor)
- JJ Lehto, BMS Scuderia Italia (Dallara-Judd) (35, motor)
- Nelson Piquet, Benetton-Ford (27, motor)
- Satoru Nakajima, Tyrrell-Honda (26, växellåda)
- Érik Comas, Ligier-Lamborghini (22, motor)
- Mauricio Gugelmin, Leyton House-Ilmor (21, växellåda)
- Mika Häkkinen, Lotus-Judd (19, motor)
- Aguri Suzuki, Larrousse (Lola-Ford) (15, motor)
- Gianni Morbidelli, Minardi-Ferrari (14, differential)
- Pierluigi Martini, Minardi-Ferrari (11, differential)
- Eric Bernard, Larrousse (Lola-Ford) (9, transmission)
- Nicola Larini, Lambo-Lamborghini (0, snurrade av)

### Förare som ej kvalificerade sig
- Michele Alboreto, Footwork-Ford
- Michael Bartels, Lotus-Judd
- Gabriele Tarquini, AGS-Ford
- Eric van de Poele, Lambo-Lamborghini

### Förare som ej förkvalificerade sig
- Olivier Grouillard, Fondmetal-Ford
- Alex Caffi, Footwork-Ford
- Fabrizio Barbazza, AGS-Ford
- Pedro Matos Chaves, Coloni-Ford